# 13 Septembrie
13 Septembrie (13 septembre en Roumain) est un quartier au sud de Bucarest dans le secteur 5 de la ville, proche du centre-ville

## Histoire
Le nom du quartier provient de l'artère principale dans cette zone, la calea 13 Septembrie, qui a été elle-même nommée en commémoration de la bataille (ro) de la butte de Spirea près de Bucarest, ayant eu lieu à cette date en 1848 durant la révolution roumaine, entre des combattants de la principauté de Valachie — dont une compagnie de pompiers dirigés par le capitaine Pavel Zaganescu (ro) — et un corps d'armée de l’Empire ottoman. Le 13-Septembre est pour cette raison devenu la Journée des pompiers de Roumanie (ro).

## Lieux particuliers
- La Maison du Peuple
- l'hôpital Panduri